# Mensamontia melanophora
Mensamontia melanophora is een hooiwagen uit de familie Triaenonychidae.